# Lista de regiões do Azerbaijão por Índice de Desenvolvimento Humano
Esta é uma lista de regiões do Azerbaijão por Índice de Desenvolvimento Humano a partir de 2019. Isso também inclui Bacu, a capital e maior cidade, mas exclui a República Autônoma do Naquichevão e Calbajar-Lachim.
| Classificação                     | Região                                        | IDH (2019)                        |
| Desenvolvimento humano muito alto | Desenvolvimento humano muito alto             | Desenvolvimento humano muito alto |
| --------------------------------- | --------------------------------------------- | --------------------------------- |
| 1                                 | Baku                                          | 0,826                             |
| 2                                 | Região Econômica de Absheron (sem Baku )      | 0,801                             |
| Alto desenvolvimento humano       |                                               |                                   |
| 3                                 | Região econômico-geográfica de Sheki-Zagatala | 0,761                             |
| 4                                 | República Autônoma do Naquichevão             | 0,756 (2017)                      |
| –                                 | Azerbaijão                                    | 0,756                             |
| 5                                 | Região econômica de Guba-Khachmaz             | 0,734                             |
| 6                                 | Região econômica montanhosa de Shirvan        | 0,723                             |
| 7                                 | Região Econômica de Ganja-Gazakh              | 0,719                             |
| 8                                 | Região Econômica de Lankaran                  | 0,714                             |
| 9                                 | região econômica de Aran                      | 0,708                             |
| 10                                | Região econômica de Yukhari-Karabakh          | 0,702                             |
| –                                 | Kalbajar-Lachin                               | Sem dados                         |

## República Autônoma de Naquichevão
Naquichevão tem um alto Índice de Desenvolvimento Humano; sua proeza socioeconômica excede em muito a do próprio Azerbaijão. De acordo com o relatório do Comitê de Estatísticas de Naquichevão AR em 30 de junho de 2018 para o final de 2017, alguns dados socioeconômicos, incluindo o seguinte, são revelados:
| Variável                          | Valor     |
| --------------------------------- | --------- |
| População                         | 462.055   |
| RNB (PPC) per capita              | $ 15.240  |
| Expectativa de vida no nascimento | 72,9 anos |
| Média de anos de escolaridade     | 10,5 anos |
| Anos de escolaridade esperados    | 12,6 anos |

Fazendo uso do método de cálculo do Índice de Desenvolvimento Humano de acordo com o novo método UNHD 2014, os valores acima mudam para estes:
| Variável                      | Valor  |
| ----------------------------- | ------ |
| Índice de renda               | 0,7593 |
| Índice de expectativa de vida | 0,8138 |
| Índice de educação            | 0,7000 |

Além disso, o valor do IDH torna-se
{\displaystyle (0.7593\cdot 0.8138\cdot 0.7000)^{\frac {1}{3}}=0.7563.}